# Gravitációs potenciál
A klasszikus mechanikában egy adott pont gravitációs potenciálja megadja azt a tömegegységre jutó munkát, ami szükséges egy tárgy elmozdításához a gravitációs mezőben a rögzített referenciapontból egy adott pontba. Elektromos mezőben ennek megfelelője az elektromos potenciál, ahol a tömeg szerepét a töltés játssza. A referenciapont, ahol a potenciál nulla, megegyezés szerint végtelenül távol van minden tömegtől, ez pedig negatív potenciált eredményez bármilyen véges távolságon.

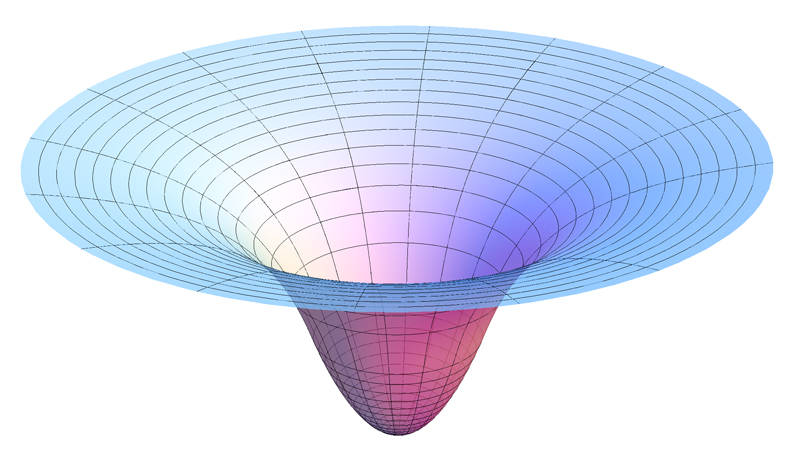
A gravitációs potenciál kétdimenziós szeletének ábrája az egységes gömbtestben, és annak környékén. A keresztmetszet inflexiós pontjai a test felületén vannak

A matematikában, a gravitációs potenciált még newtoni potenciálnak is nevezik, kulcsfontosságú szereppel rendelkezik az úgynevezett potenciálteóriában. Ugyanekkor hasznos lehet az egységesen polarizált ellipszioid testek által generált elektromágneses terek megoldásában.

## Potenciális energia
A gravitációs potenciál ( V ) egy adott pontban egyenlő egy egységnyi tömeg gravitációs potenciális energiájával ( U ):
{\displaystyle V={\frac {U}{m}};}
ahol m a test tömege. Ha a test tömege 1 kilogramm, akkor a testhez hozzárendelhető potenciális energia megegyezik a gravitációs potenciállal. Tehát a potenciál úgy értelmezhető, mint a gravitációs tér által végzett negatív előjelű munka, amely egy tömegegységnek a végtelenségből való vonzásához szükséges.
Bizonyos helyzetekben az egyenletek egyszerűsíthetők egy olyan helyzet feltételezésével, amely szinte független a távolságtól. Például a Föld felületéhez közeli régióban a gravitációs gyorsulás, g, állandónak tekinthető. Ebben az esetben a potenciális energia különbsége két adott magasság között megközelítőleg egyenesen arányos a magasságok különbségével.
{\displaystyle \Delta U\approx mg\Delta h}

## Matematikai alakja
Egy M tömegű ponttömegtől x távolságra levő V gravitációs potenciál úgy határozható meg, mint egy W munka, amelyet egy külső ágensnek kell elvégeznie ahhoz, hogy az egységtömeget a végtelenből ebbe a pontba hozzuk:
{\displaystyle V(x)={\frac {W}{m}}={\frac {1}{m}}\int \limits _{\infty }^{x}F\cdot dx={\frac {1}{m}}\int \limits _{\infty }^{x}{\frac {GmM}{x^{2}}}dx=-{\frac {GM}{x}},}
ahol G a gravitációs állandó, és F a gravitációs erő. A potenciálnak az SI-rendszer szerinti mértékegysége J/kg. Megegyezés szerint a potenciál mindig negatív előjelű, és ha x tart a végtelenbe, akkor megközelíti a nullát.
A gravitációs tér , és így egy kisebb test gyorsulása egy hatalmas test körül, a gravitációs potenciál negatív gradiensét adja meg . Ezért a negatív gradiens negatívja egy pozitív gyorsulást fog megadni, a nagyobb test felé. Mivel a potenciálnak nincsenek szögkomponensei, ezért a gradiense:
{\displaystyle a={\frac {GM}{x^{3}}}x=-{\frac {GM}{x^{2}}}{\hat {x}},}
ahol x egy x hosszúságú vektor, amely a ponttömegtől a kisebb test felé mutat, és {\displaystyle {\hat {x}}} egy egységvektor, amely a ponttömegtől a kisebb test felé mutat. A gyorsulás nagysága az inverz négyzetes törvény szerint tehát:
{\displaystyle \left\vert a\right\vert ={\frac {GM}{x^{2}}}.}

X és r pontok, ahol r az elosztott tömegben (szürke) található, és a dm (r) elemi tömegváltozás az r pontban található.

A tömegeloszláshoz társuló potenciál lényegében a ponttömegek potenciáljának a szuperpozicióját jelenti. Ha a tömegeloszlás a ponttömegek egy véges gyűjteménye, és ha a ponttömegek az x1, ..., xn pontokban találhatóak, és m1, ..., mn tömegük van, akkor az eloszlás potenciálja a -ben:
{\displaystyle V(x)=\sum _{i=1}^{n}{\frac {Gm_{i}}{\vert x-x_{i}\vert }}.}
Ha a tömeg eloszlása dm tömegként van megadva a három-dimenziós euklideszi térben R 3, akkor a potenciál a konvolúciója a (− G / | r |)-nek dm-mel. Jó esetben ez megegyezik az integrállal
{\displaystyle V(x)=-\int _{R^{3}}{\frac {G}{\vert x-r\vert }}dm(r),}
ahol | x − r | az x és r pont közötti távolság . Ha van egy ρ (r) függvény ami az eloszlás sűrűségét adja meg r-ben, úgy, hogy dm(r)= ρ(r)dv(r) ahol a dv (r) az euklideszi térfogatelem, akkor a gravitációs potenciál a térfogat integrálja:
{\displaystyle V(x)=-\int _{R^{3}}{\frac {G}{\vert x-r\vert }}\rho (r)dv(r).}
Ha V egy potenciális függvény, amely a folytonos ρ ( r ) tömeg eloszlásból származik, akkor ρ kifejezhető a Laplace-operátorral, Δ:
{\displaystyle \rho (x)={\frac {1}{4\pi G}}\Delta V(x).}
Ez csak akkor érvényes, ha ρ folytonos, és nulla a korlátos halmazon kívül. Általában a dm tömeg mértéke ugyanúgy kifejezhető, mintha a Laplace-operátort eloszlás értelemben vennénk. Következésképpen, a gravitációs potenciál kielégíti Poisson egyenletét .
Az integrál kifejezhető az ismert transzcendentális függvényekkel minden ellipszoid alakzat esetében, beleértve a szimmetrikus alakzatokat, és az "elfajultakat" (degeneráltakat) is. Ezek közé tartozik a gömb is, melynek mindhárom féltengelye egyenlő; a lencseszferoid és az orsószferoid (lásd szferoid), ahol a két féltengely egyenlő; az "elfajultak" (másnéven degeneráltak) is, ahol a féltengely végtelen nagyságú. Mindezeket az alakzatokat gyakran használjuk, mikor a gravitációs potenciál integrálját használjuk fel az elektromágnesseségben (kivéve a G állandót, a 𝜌 pedig egy állandó töltéssűrűség).

## Gömbszimmetria
A Newton által bizonyított héjtétel alapján egy gömbileg szimmetrikus tömegeloszlás az eloszláson kívül álló megfigyelő szempontjából ugyanúgy viselkedik, mintha a tömeg a középpontba lenne sűrítve, vagyis ponttömegként. A Föld felszínén a gravitációs gyorsulás, g értéke kb. 9.8 m/s2, ám ez az érték kis mértékben változhat a szélességgel, illetve a magassággal. A gyorsulás értéke kicsivel nagyobb a Sarkoknál, mint az Egyenlítőnél, ezt pedig a Föld lencseszferoid természete magyarázza.
Egy gömbileg szimmetrikus tömegeloszláson belül lehetséges a Poisson-egyenlet megoldása gömbi koordinátákban. Egy egységes gömbi testben, melynek R sugara és ρ sűrűsége van, a gömb belsejében levő G gravitációs erő egyenesen arányos a középponttól való r távolsággal, megadván a gravitációs potenciált a gömb belsejében
{\displaystyle V(r)={\frac {2}{3}}\pi G\rho (r^{2}-3R^{2});r\leq R}

## Általános relativitáselmélet
Az általános relativitáselméletben a gravitációs potenciál helyett a metrikus tenzort használják. Ha egy gyenge gravitációs térről van szó, ahol a források nagyon lassan mozognak a fénysebességhez képest, akkor az általános relativitáselmélet visszatér a newtoni gravitációhoz, s ez esetben a metrikus tenzor kibővíthető a gravitációs potenciál függvényében.

## Többpólusú bővítés
Az x pontban megadott potenciál
{\displaystyle V(x)=-\int _{R^{3}}{\frac {G}{\vert x-r\vert }}dm(r).}
A potenciál kibővíthető a Legendre-polinomok sorozatával. Jelöljük az x és r pontokat mint a tömegközéppont helyzetvektorai. A nevezőbeli különbséget kifejezzük úgy, mint a teljes négyzete négyzethgyöke
{\displaystyle V(x)=-\int _{R^{3}}{\frac {G}{\sqrt {\vert x\vert ^{2}-2x\cdot r+\vert r\vert ^{2}}}}dm(r)=-{\frac {1}{\vert x\vert }}\int _{R^{3}}{\frac {G}{\sqrt {1-2{\frac {r}{\vert x\vert }}\cos \theta +\left({\frac {r}{\vert x\vert }}\right)}}}dm(r)}ahol a θ az x és r által bezárt szög, illetve r = |r|.
Az integrálható függvény kibővíthető mint egy Taylor-sorozat Z = r/|x|-ben. Ugyanahhoz az eredményhez jutunk egy másik módszerrel is, ha alkalmazzuk az általános binomiális tételt. Az eredményben kapott sorozat a Legendre-polinomok generálófüggvénye:
{\displaystyle (1-2XZ+Z^{2})^{-{\frac {1}{2}}}=\sum _{n=0}^{\infty }Z^{n}P_{n}(X)}
érvényes |X| ≤ 1 és |Z| < 1 esetekre. A Pn együtthatók az n-fokú Legendre-polinomok. Következtetésképpen az integrálandó függvény Taylor együtthatóit a Legendre-polinomok adják meg X =cos θ-ban. Tehát a potenciált kibővíthetjük, mint egy x pontban konvergens sorozat, úgy, hogy r < |x|, bármely tömegelemre egy adott rendszerből:
{\displaystyle V(x)=-{\frac {G}{\vert x\vert }}\int \sum _{n=0}^{\infty }\left({\frac {r}{\vert x\vert }}\right)^{n}P_{n}(\cos \theta )dm(r)=-{\frac {G}{\vert x\vert }}\int \left(1+\left({\frac {r}{\vert x\vert }}\right)\cos \theta +\left({\frac {r}{\vert x\vert }}\right)^{2}{\frac {3\cos ^{2}\theta -1}{2}}+...\right)dm(r)}Az {\displaystyle \int r\cos \theta dm} integrál a tömegközéppontjának az x irányba lévő komponense; ez elhanyagolható, mivel az x vektor támadási pontja maga a tömegközéppont. Tehát az integrálnak az összegzés jele alá helyezése ad
{\displaystyle V(x)=-{\frac {GM}{|x|}}-{\frac {G}{|x|}}\int \left({\frac {r}{|x|}}\right)^{2}{\frac {3\cos ^{2}\theta -1}{2}}dm(r)+...}
Ha olyan esetek hasonlítunk össze, melyekben a távolság a tömegközépponttól ugyanaz, akkor a potenciál kisebb lesz az elnyúlás irányában, a rá merőleges irányban pedig nagyobb. Azokban az esetekben, melyekben ugyanaz a távolság a felszíntől, ellenkező eredményhez jutunk.

## Szám szerinti érték
A gravitációs potenciál abszolút értéke a Földhöz, a Naphoz, meg a Tejútrendszerhoz viszonyítva, különböző helyeken az alábbi táblázatban van megjelenítve, például egy Föld felszínén található testnek 60 MJ / kg-ra lenne szüksége, hogy elhagyja a Föld gravitációs terét, 900 MJ / kg-ra, hogy elhagyja a Napét, illetve több mint 130 GJ/kg-ra ahhoz, hogy a Tejút gravitációs terét hagyja el.
| Elhelyezkedés                          | Földhöz viszonyítva | Naphoz viszonyítva | Tejútrendszerhez viszonyítva |
| -------------------------------------- | ------------------- | ------------------ | ---------------------------- |
| Föld felszíne                          | 60 MJ/kg            | 900 MJ/kg          | ≥ 130 GJ/kg                  |
| Alacsony Föld körüli pálya             | 57 MJ/kg            | 900 MJ/kg          | ≥ 130 GJ/kg                  |
| Voyager 1 (17,000 millió km a Földtől) | 23 J/kg             | 8 MJ/kg            | ≥ 130 GJ/kg                  |
| 0,1 fényévre a Földtől                 | 0.4 J/kg            | 140 kJ/kg          | ≥ 130 GJ/kg                  |

## Lásd még
- Legendre-polinomok
- Geoid

## Fordítás
Ez a szócikk részben vagy egészben  a   Gravitational potential című angol Wikipédia-szócikk ezen változatának fordításán alapul.  Az eredeti cikk szerkesztőit annak laptörténete sorolja fel. Ez a jelzés csupán a megfogalmazás eredetét és a szerzői jogokat jelzi, nem szolgál a cikkben szereplő információk forrásmegjelöléseként.